# Resko
Resko é um município da Polônia, na voivodia da Pomerânia Ocidental e no condado de Łobez. Estende-se por uma área de 4,49 km², com 4 263 habitantes, segundo os censos de 2016, com uma densidade de 953,5 hab/km².